# أحمد معلم فقي
أحمد معلم فقي (بالصومالية: Axmed Macallin Fiqi)‏ سياسي صومالي، عضو في البرلمان الفيدرالي الصومالي، شغل منصب مدير وكالة المخابرات والأمن الوطني (نيسا)، في الفترة ما بين عامي 2011 و2013.    شغل سابقا منصب وزير الداخلية، ويشغل حاليا منصب وزير الخارجية في الحكومة الفيدرالية الصومالية.
في عام 2015، ترشح أحمد معلم فقي لمنصب رئيس ولاية غلمدغ،  لكنه خسر أمام منافسه عبد الكريم حسين جوليد وفاز جوليد بأغلبية 49 صوتا مقابل 40 صوت لمدير المخابرات السابق أحمد معلم فقي.

## النشأة
ولد فقي عام 1971 في مدينة جالكعيو بوسط الصومال، وعائلته تنحدر من عشيرة سعد التي تنتمي لقبيلة هبرجدير.
درس فقي الابتدائية والثانوية في العاصمة الصومالية مقديشو، خدم في القوات المسلحة الصومالية لمدة عامين، ثم درس في كلية الحقوق في الجامعة الوطنية الصومالية عام 1988، وانقطعت دراسته بسبب الحرب الأهلية الصومالية، انتقل بعدها إلى السودان ودرس الزراعة في جامعة الخرطوم.  وحصل على الماجستير من الجامعة الإسلامية العالمية في ماليزيا.
يتحدث فقي اللغات الصومالية والعربية والإيطالية والإنجليزية بطلاقة.

## المسيرة السياسية
بدأ أحمد فقي حياته السياسية في ظل حكم اتحاد المحاكم الإسلامية، حيث كان صديقا مقربا جدا لزعيم اتحاد المحاكم الإسلامية السابق شريف شيخ أحمد، وعينه شريف بعد وصوله إلى الحكم، سفيرا لدى السودان في الفترة ما بين 2010 وحتى 2011. بعدها شغل منصب المدير العام لوكالة المخابرات والأمن الوطني، في 24 مايو 2011، حتى استقال في 25 مارس 2013 كما ترشح لرئاسة ولاية غلمدغ الصومالية.
في عام 2015 شارك أحمد فقي في تأسيس حزب دلجر الذي يتزعمه الرئيس الصومالي الأسبق شريف شيخ أحمد.
ترشح أحمد فقي لمنصب رئيس ولاية غلمدغ، لكنه خسر أمام منافسه عبد الكريم حسين جوليد  وفاز جوليد بأغلبية 49 صوتا مقابل 40 لصالح فقي.
في 28 نوفمبر 2016 انتُخب أحمد معلم فقي  عضوًا في البرلمان الفيدرالي الصومالي لتمثيل مدينة عدادو بولاية غلمدغ بوسط الصومال.
شكل حزب دلجير ائتلافا مع حزب السلام والتنمية الذي يتزعمه الرئيس الصومالي السابق حسن شيخ محمود أطلقوا  لتشكيل ما عُرف بـ "تحالف اتحاد السلام والتنمية" في أكتوبر 2018.
في 2 أغسطس 2022 عين رئيس الوزراء الصومالي حمزة عبدي بري أحمد معلم فقي وزيرا للداخلية في تشكيلته الوزارية الجديدة
في 7 أبريل 2024 في تعديل وزاري أجراه رئيس الوزراء بري عُين فقي وزيرا للخارجية والتعاون الدولي خلفا للوزير أبشر عمر جامع الذي استقال في 18 ديسمبر 2023.